# Epikoinon
Ein Epikoinon (auch Epicönum, Epizönum oder Epikönum, altgriechisch epikoinos „gemeinsam“, lateinisch epicoenus) ist ein Nomen, das auf Lebewesen referiert und ohne Genuswechsel für jedes Geschlecht verwendet werden kann. Dies liegt daran, dass solche Begriffe kein geschlechtsspezifisches Sem enthalten (Sem bezeichnet das kleinste bedeutungstragende Merkmal eines Wortes, hier z. B. die geschlechtliche Information). Beispiele sind „die Person“, „der Mensch“ oder „das Genie“. Der Plural lautet Epikoina bzw. Epicöna, Epizöna oder Epiköna.
Corbett beschreibt Epizöna als in Bezug auf die Sexus-Zuordnung unproblematisch, da sie nur ein Genus hätten und somit für männliche und weibliche Individuen verwendet werden könnten. Andreas Klein weist jedoch darauf hin, dass die Sexus-Zuordnung problematisch sein könne, da die Referenz zum Sexus fehle. Epizöna bezeichnen somit geschlechtliche Wesen, die jedoch je nach Sprache nicht nach dem Sexus gebildet werden, was ihre geschlechtsneutrale Eigenschaft ausmacht. In vielen Sprachen haben nur personenbezogene Substantive ein geschlechtsspezifisches Genus.
Epizöna können in der Regel keine weiblichen Formen mit dem Suffix „-in“ und auch keine männlichen Formen mit dem Suffix „-(e)rich“ bilden. So wären beispielsweise „Mensch“ → *„Menschin“/„Menscherich“, „Person“ → *„Personin“/„Personerich“ oder „Hyäne“ → *„Hyänin“/„Hyanerich“ inkorrekt. Diese Formen tauchen jedoch gelegentlich als spielerische Formen in literarischen Werken auf. Es gibt auch Ausnahmen bei Tierarten (z. B. „Hase“ → „Häsin“, „Hund“ → „Hündin“). Es wird auch über die Korrektheit von abgeleiteten Personenbezeichnungen wie „Gast“ → „Gästin“ oder „Hotelier“ → „Hotelierin“ diskutiert. Bei manchen Maskulina wie „Fan“ oder „Boss“ sind derartige Ableitungen aber definitiv unüblich.

## Abgrenzung zu Hybriden
Hybride sind in der Linguistik Begriffe, bei denen bei jeder Art Referenz ein Bruch von semantischer oder grammatischer Kongruenz auftreten kann. Ein Beispiel ist „das Mädchen“, das grammatisch neutral, aber semantisch feminin und damit grundsätzlich genus-sexus-inkongruent ist. Bei Epizöna ist diese Inkongruenz nicht unwahrscheinlich, allerdings nicht notwendigerweise gegeben. Wenn etwa die Menschen aus Musterstadt ausschließlich aus Männern bestehen, ist keine Inkongruenz vorhanden.
Corbell zufolge seien alle Epizöna auch gleichzeitig Hybride, allerdings nicht jedes Epikoinon auch ein Hybrid. Geyer differenziert zwischen sexusdefiniten Personenbezeichnungen (z. B. das Mädchen) und Neutra (z. B. das Mitglied). Für Dahl ist „referentielles Genus für alle Konflikte ursächlich, was den Hybridbegriff redundant machen würde.“
|            | lexikalisch           | lexikalisch |   | referentiell    | referentiell | |
|            | Wort                  | Genus       |   | Referenz        | Sexus        | |
| ---------- | --------------------- | ----------- | - | --------------- | ------------ | --- |
| Beispiel 1 | das Mädchen           | n           | ↔ | sie             | f            | Das Genus ist neutral, Genus-Sexus-Inkongruenz. Das Referenzgeschlecht ist festgelegt.                             |
| Beispiel 2 | das Mitglied          | n           | ↔ | er, sie         | m, f         | Das Genus ist neutral, Genus-Sexus-Inkongruenz. Das Referenzgeschlecht ist offen.                                  |
| Beispiel 3 | der Mensch die Person | m f         | ↔ | er, sie er, sie | m, f m, f    | Das Genus ist innerhalb des binären Systems (männlich oder weiblich), das Referenzgeschlecht ist offen.            |
| Beispiel 4 | die Tunte das Weib    | f n         | ↔ | er sie          | m f          | Die Genus-Sexus-Inkongruenz dient zur Beleidigung und/oder zum Absprechen bestimmter Gender- und Rollenstereotype. |

Klein macht die Unterscheidung wie folgt aus:
„Damit ein Hybrid klar lexikalisch ist, ist vielmehr ausschlaggebend, ob Kongruenzbrüche bei jeder Art von Referenz auftreten können. Das ist beim Typ Mädchen höchstwahrscheinlich der Fall. Es ist jedenfalls nicht auszuschließen, dass feminine Pronomina selbst bei unspezifischer Referenz mit einer gewissen Wahrscheinlichkeit auftreten“
Und weiter: 
„Erwartungsgemäß erweist ein genauerer Blick auf das Genus von Epikoina, dass von völlig arbiträrer Zuweisung nicht die Rede sein kann. Dafür gilt es nun abermals zu differenzieren und bestimmte Fälle auszuschließen.“
Zusammengefasst müssen Hybride also eine lexikalische Inkongruenz wie bei Mädchen ergeben, bei Epizöna ergibt sich die Inkongruenz aus der spezifischen Referenz (z. B. der Mensch in Bezug auf eine weibliche Person).

## Epizöna bei Personen
Bei Sprachen wie dem Deutschen, die das Geschlecht durch das Genus unterscheiden, sind Epizöna typologisch eher die Ausnahme, da diese bei Personen eher strikt das semantische Geschlecht (Sexus) durch das Genus ausdrücken (z. B. der Mann (grammatisch und semantisch maskulin), die Frau (grammatisch und semantisch feminin)).
Klein argumentiert, dass geschlechtsindifferente Begriffe bei Personen in Genussprachen zum Teil problematisch seien, da keine Referenz auf den Sexus möglich sei. Zudem existieren in den meisten Genussprachen lediglich zwei Genera, die sich auf Personen beziehen können, sodass entsprechende Pronomina wie er und sie nur männlich oder weiblich sein können, also sich wiederum konkret auf männliche oder weibliche Subjekte beziehen:
- Beispiel 1: „Die Person, die jetzt noch kommt, bekommt ihr Freigetränk nicht mehr.“
  - Person ist ein Epikoinon und damit grundsätzlich geschlechtsindifferent. Allerdings sind die Pronomina die sowie ihr sexusspezifisch, das heißt sie beziehen sich konkret auf weibliche Subjekte.
- Beispiel 2: „Der Mensch, der jetzt noch kommt, bekommt sein Freigetränk nicht mehr.“
  - Auch hier kann Mensch als Epikoinon bezeichnet werden. Auch hier erhält der eigentlich geschlechtsindifferente Ausdruck jedoch durch die Pronomina eine konkrete Sexusreferenz auf das männliche Geschlecht.
- Beispiel 3: „Das Genie, das jetzt noch kommt, bekommt sein Freigetränk nicht mehr.“
  - Genie ist geschlechtsindifferent, allerdings können sich neutrale Pronomina im Deutschen nicht auf Personen beziehen, da kein Sexus des Menschen als 'neutral' bezeichnet wird (hier: das und sein).

Die Beispielsätze sind allesamt grammatisch kongruent, das heißt die Pronomina haben das korrekte Genus in Bezug auf das referierte Nomen. Allerdings sind sie zugleich semantisch inkongruent, das heißt die intendierte Wortbedeutung der Pronomina, nämlich die, dass sie auf ein bestimmtes Sexus differenzieren, stimmt nicht mit dem Genus derselben überein.

Meineke schreibt dazu:
„Bei der Referenz auf Menschen kann ohne Bezugsnomen mit er also nur eine männliche Person und mit sie nur eine weibliche Person gemeint sein. Folgen solche Pronomina auf ein Substantiv, so kann ihre Quelle entweder lexikalisch oder referentiell sein.“

### Rolle bei geschlechtergerechter Sprache
→ Hauptartikel: Geschlechtergerechte Sprache
Diewald und Steinhauer argumentieren, dass sich Epizöna „[s]ehr gut als Ersatzformen [...] für geschlechtsneutrale Personenbezeichnungen“ eignen, da deren grammatisches Geschlecht nicht zwingend mit dem Sexus übereinstimme und daher geschlechtsneutral seien. Zudem seien sie weniger unpersönlich als Abstrakta.

#### Maskuline Epizöna
Laut einer Untersuchung von Bross und Kurz zeige sich, dass maskuline Epizöna in Bezug auf ihr Geschlecht sowohl als spezifisch männlich als auch als geschlechtsneutral interpretiert würden. Dies gelte jedoch nicht für nicht-referenzierte erste Teile von Komposita oder für maskuline Fremdwörter. Sie weisen jedoch darauf hin, dass „[d]ie Ergebnisse der vorliegenden Experimente [...] aus verschiedenen Gründen mit Vorsicht zu genießen“ seien.

## Epizöna bei Tieren
Epizöna bei Tieren sind in der Regel Oberbegriffe für bestimmte Arten wie Hund, Esel oder Pferd. Diese sind ebenfalls geschlechtsindifferent, verweisen also zumeist nicht auf ein bestimmtes biologisches Geschlecht des Tieres. Unter den Artbegriffen stehen noch weitere Unterbegriffe für die jeweiligen Geschlechter.
|          | Hund   | Esel/Pferd | Hase        | Wal   | Schaf             |
| -------- | ------ | ---------- | ----------- | ----- | ----------------- |
| Weibchen | Hündin | Stute      | Häsin/Zibbe | Kuh   | Schaf/Mutterschaf |
| Männchen | Rüde   | Hengst     | Rammler     | Bulle | Bock              |